# Conus lorenzianus
Conus lorenzianus é uma espécie de gastrópode do gênero Conus, pertencente à família Conidae.